# Sharon Blynn

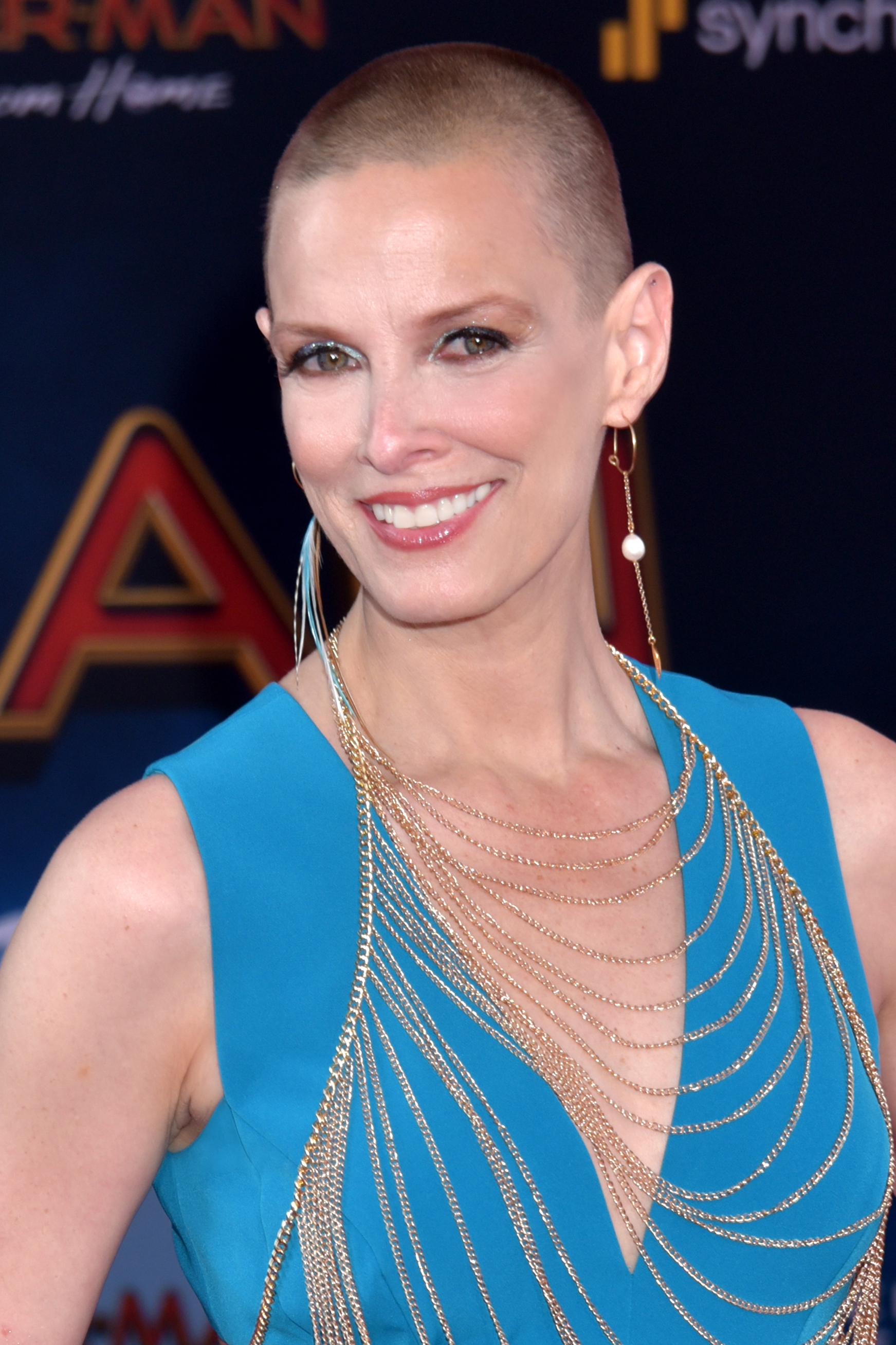
Sharon Blynn (2019)

Sharon Blynn (* 1. Januar 1972 in Miami, Florida) ist eine US-amerikanische Schauspielerin. Neben ihrer Schauspieltätigkeit setzt sie sich als Aktivistin intensiv für die öffentliche Wahrnehmung des Kampfes gegen den Krebs ein, den sie selbst 2003 besiegt hat.

## Frühe Jahre
Sharon Blynn wurde zusammen mit ihrer Zwillingsschwester Elisa in Miami, in Florida geboren, wo sie auch aufwuchs. In ihrer Jugend betrieb sie Sport und spielte verschiedene Musikinstrumente. 1989 zog sie nach New York, um dort nach dem Highschoolabschluss am Barnard College der Columbia University ein Studium der Musikethnologie mit cum laude abschloss. Zudem studierte sie im Nebenfach Architektur. Nach dem Abschluss arbeitet sie ein Jahr in einer Musikvermittlungsagentur, bevor sie als Marketingassistentin bei Verve Records angestellt wurde und später zur Marketingmanagerin aufstieg.
Im Jahr 2000 verließ sie Verve und verbrachte zunächst Zeit in Europa. Noch im selben Jahr wurde bei ihr Eierstockkrebs diagnostiziert, nachdem sie zurück in Miami war. Nach dreijähriger Behandlung überall im Großraum von Miami, verbunden mit Chemotherapie und mehrfachen Operationen, wurde sie im Januar 2003 für geheilt erklärt.

## Aktivismus
Noch während der Behandlung gründete sie, motiviert durch ihre gesammelten Erfahrungen und Eindrücke, die Organisation Bald is Beautiful (zu Deutsch: „Kahlköpfig ist wunderschön“) im Jahr 2002. Diese setzt auf Selbstbewusstsein trotz der Einschränkungen durch Öffentlichkeit und soll Frauen dabei helfen, sich trotz der Einschränkungen verbunden mit der Krebsbehandlung, in ihren Körpern wohlzufühlen und zugleich die Wahrnehmung für Programme zur Bekämpfung des Krebstyps zu erreichen.
Seit ihrer Heilung rasiert sie sich weiterhin die Haare ab, um gemäß der Kampagne in den Medien das Bild der selbstbewussten Frau zu zeigen. 2010 erschien bei PBS die Dokumentation The Whisper, für die Blynn interviewt wurde. Ihr Einsatz brachte ihr mehrere Auszeichnungen von ein.

## Schauspielkarriere
2005 stand sie das erste Mal vor der Kamera und wirkte in dem Kurzfilm Last Time I Said Goodbye mit. Auch ihre nächsten Auftritte umfassten Kurzfilme, bevor sie in den Fernsehserien Lie to Me, Shameless, Body of Proof und The Detour in Gastrollen besetzt wurde.
2019 übernahm sie in der Marvel-Verfilmung Captain Marvel die Rolle der Skrull Soren. Auch später in dem Jahr war sie in Spider-Man: Far From Home kurz in dieser Rolle zu sehen.

## Filmografie (Auswahl)
- 2005: Last Time I Said Goodbye (Kurzfilm)
- 2008: Secrets. (Kurzfilm)
- 2009: The Skeleptica Effect (Kurzfilm)
- 2010: Lie to Me (Fernsehserie, Episode 2x14)
- 2011: Shameless (Fernsehserie, Episode 1x05)
- 2011: Body of Proof (Fernsehserie, Episode 2x09)
- 2011: The Instant Messenger Mission
- 2011: The Historian Paradox (Kurzfilm)
- 2016: Parallel Worlds: A New Rock Music Experience
- 2017: The Detour (Fernsehserie, Episode 2x07)
- 2019: Captain Marvel
- 2019: Spider-Man: Far From Home
- 2020: This Is Us – Das ist Leben (This Is Us, Fernsehserie, Episode 4x12)
- 2020: Don’t Look Back
- 2022: The Lost Coast
- 2023: Dungeons & Dragons: Ehre unter Dieben (Dungeons & Dragons: Honor Among Thieves)